# 反騙特勤組
《反騙特勤組》是電視紀製作有限公司製作、公共電視台播出的一個單元劇節目。播出期間為2006年7月2日至2006年9月24日，每週日17時30分至18時整。每集長度為30分鐘，共13集。主要是介紹台灣詐騙集團如何利用民眾貪小便宜或恐慌的心理來從事詐騙，呼籲觀眾不要輕易上當。2007年入圍第42屆金鐘獎電視金鐘獎綜合節目獎。

## 節目內容
節目最大特徵，就是採用單元劇的方式。劇情是依據內政部警政署「165反詐騙諮詢專線」實際接獲的案例改編，由演員扮演詐騙集團與被害人。
各集內容包括：
1. 中獎詐騙
2. 貸款詐騙
3. 假冒公務員詐騙
4. 網路詐騙
5. 假綁架真詐騙
6. 婚友詐騙
7. 網路男蟲詐騙
8. 求職（直銷、明星夢）詐騙
9. 投資詐騙
10. 金光黨詐騙
11. 買屋詐騙
12. 猜猜我是誰
13. 買賣詐騙等

節目的最終目的，就是要觀眾看清楚詐騙集團的真面目，不要隨意的將自己的積蓄奉送給詐騙集團而成了「待宰的肥羊」。

## 獎項

### 金鐘獎
| 年份   | 獲提名 | 獎項                   | 結果 |
| ------ | ------ | ---------------------- | ---- |
| 2007年 |        | 第42屆金鐘獎綜合節目獎 | 提名 |

2007年亞洲電視獎
入選世界公視大展INPUT

## 資料來源
- 公共電視台《反騙特勤組》節目。

## 作品的變遷
| 公視 | 公視                                        | 公視 |
| ---- | ------------------------------------------- | ---- |
|      | 反騙特勤組 （2006年7月2日 - 2006年9月24日） |      |
| —    | —                                           |      |